# Граф Монте-Крісто (фільм, 1961)
«Граф Монте-Крісто» (фр. Le Comte de Monte-Cristo) — французько-італійський двосерійний пригодницький фільм-драма 1961 року, поставлений режисером Клодом Отан-Лара за однойменним романом Александра Дюма з Луї Журданом у головній ролі.
- Перша серія: «Зрада» (фр. La Trahison)
- Друга серія: «Помста» (фр. La Vengeance)

## У ролях
| • Луї Журдан      | … | Едмон Дантес / Граф Монте-Крісто |
| • Івонн Фюрно     | … | Мерседес                         |
| • П'єр Монді      | … | Кадрусс                          |
| • Бернар Деран    | … | Анрі де Вільфор, прокурор        |
| • Франко Сілва    | … | Маріо                            |
| • Клодін Костер   | … | Гайде                            |
| • Жан-Клод Мішель | … | Фернан де Морсер                 |
| • Ів Раньє        | … | Альбер де Морсер                 |
| • Марі Мерже      | … | мадам Кадрусс                    |
| • Жан Мартінеллі  | … | Відок                            |
| • Анрі Гізоль     | … | абат Фаріа                       |
| • Ален Ферраль    | … | Бенедето                         |
| • Ролдано Лупі    | … | Морель                           |
| • Анрі Вильбер    | … | Деньєс, батько Дантеса           |

## Знімальна група
- Автор сценарію — Жан Ален за романом Александра Дюма «Граф Монте-Крісто» (1844)
- Режисер-постановник — Клод Отан-Лара
- Продюсери — Рене Модіано, Жан-Жак Віталь
- Оператори — Жан Існард, Жак Натто
- Композитор — Рене Кльорек
- Монтаж — Мадлен Ґуґ
- Артдиректор — Макс Дюї
- Художник по костюмах — Розін Деламар
- Художники-декоратори — Андре Лабюсьєр, Гі Можен